# Ostrostrelna puška Dragunova
Ostrostrelna puška Dragunova (v ruščini Снайперская винтовка Драгунова; Snajperskaja vintovka Dragunova) je prva namensko skonstruirana vojaška ostrostrelna puška. Znana je tudi kot Dragunov ali pa po kratici SVD.

## Zasnova
Puško so zasnovali na zahtevo sovjetskih oboroženih sil iz leta 1958. Zaklep temelji na puški AK-47, odvod smodniških plinov pa deluje na drugačen način. Glavni konstruktor je bil Jevgenij Fjodorovič Dragunov, ki je končal delo leta 1963. SVD uporablja naboj 7,62x54 R, ki izvira iz leta 1891. Delovanje je polavtomatsko, s plinsko zasnovo.

## Dodatna oprema
Dragunov standardni strelni daljnogled je PSO-1 s 4×24 povečavo, ki ima vgrajeno baterijo in pasivni infrardeč filter. Možni so tudi ostali strelni daljnogledi s povečavo do 9×. V primeru poškodbe ali odpovedi daljnogleda so vgrajeni neodstranljivi mehanski merki, kar je redkost pri sodobnih ostrostrelnih puškah. Kopito je opremljeno z naslonom za ličnico. Standardna oprema vsebuje tudi bajonet, ki se ga nasadi podobno kot pri AK-47, jermen za nošnjo in pribor za vzdrževanje in čiščenje.

## Bojna uporaba
V vsakem oddelku v sovjetski kopenski vojski je bil en vojak oborožen s SVD, ki so bili posebej usposobljeni za to orožje. Njihova naloga ni bila prvenstveno ostrostrelska, ampak je bila povečanje bojnega dosega oddelka (ki je bil oborožen z AK-47 z dosegom do 300 m) do/nad 600 m.
Zaradi tega delovanja so puško skonstruirali kot odporno in trdno, saj je namenjena tudi uporaba bajoneta in mehanskih merkov za »bližinski« boj. Dragunov je še zmeraj v uporabi v vojskah in policijskih silah bivšega Varšavskega pakta in njihovih partnerskih državah.

## Posodobitev
Prvotne različice SVD-jev so imele lesene dele (kopito, držalo,...), toda počasi so jih zamenjali z polimerskimi, ki so bolj zanesljivi in zmanjšujejo korozijo.
Zasnovali so tudi karabinsko različico SVDS, ki ima skrajšano cev in prelomno kovinsko kopito. SVDS je namenjena predvsem padalskim in mehaniziranim enotam, ki so na tesnem s prostorom.

## Različice
Po vzoru SVD so skonstruirali naslednji ostrostrelni puški:
- ruska SVU,
- kitajska Norinco NDM-86.

Na izgled (in ne glede delovanja) pa sta ji podobni tudi
- romunska PSL (vojaška verzija) in Romak-3 (civilna verzija),
- jugoslovanska Zastava M76.